# Sempervivum ciliosum
Sempervivum ciliosum ist eine Pflanzenart aus der Gattung der Hauswurzen (Sempervivum) in der Familie der Dickblattgewächse (Crassulaceae).

## Beschreibung

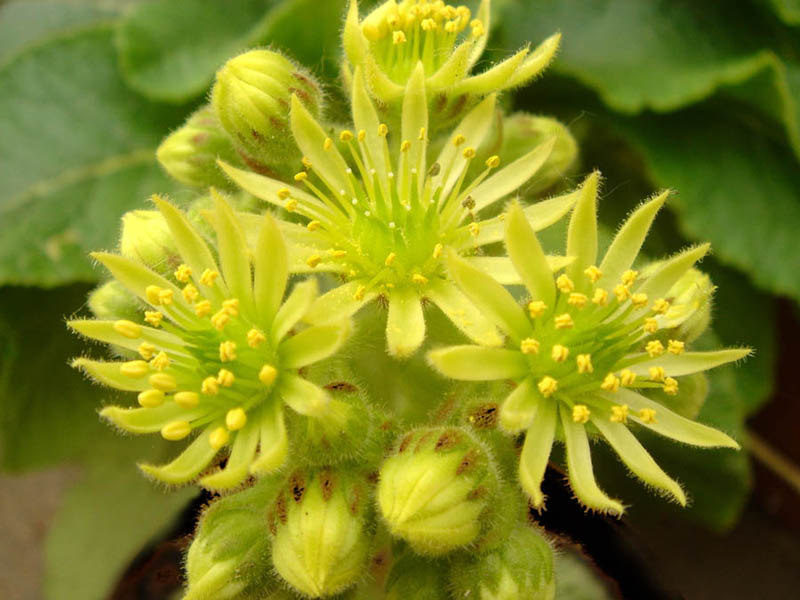
Blüten von Sempervivum ciliosum var borisii

### Vegetative Merkmale
Sempervivum ciliosum wächst als niedergedrückt-kugelförmige, geschlossene oder halboffene Rosettenpflanze mit einem Durchmesser von 2 bis 5 Zentimeter. Ihre schlanken Ausläufer sind bis zu 13 Zentimeter lang.
Die dachziegelartig angeordneten Laubblätter sind hellgrün bis rötlich oder rötlich-braun und auf beiden Seiten konvex. Die Blattspreite ist bei einer Länge von 7 bis 10, selten bis zu 25 Millimetern sowie einer Breite von 3 bis 4, selten bis zu 6 Millimetern länglich-lanzettlich bis länglich verkehrt-lanzettlich. Sie ist spitz bis spitz zulaufend und stark einwärts gebogen. Am Blattrand befinden sich ziemlich steife, ausgebreitete, bis zu 4 Millimeter lange Wimpern, die zum oberen Ende hin länger werden und mit den Wimpern der benachbarten Blätter verwoben sind.

### Generative Merkmale
Der aufrechte Blütentrieb erreicht eine Länge von 4 bis 10 Zentimetern. Er trägt Blätter, die etwas breiter als diejenigen der Blattrosette sind. Der Blütenstand besteht aus kompakten Zymen mit drei gabeligen Wickeln. Die 9- bis 14-zähligen Blüten sind bei einem Durchmesser von 1,6 bis 2,5 Zentimetern radiärsymmetrisch mit doppelter Blütenhülle. Ihre Kelchblätter sind auf einer Länge von 3,5 Millimeter miteinander verwachsen. Sie sind spitz, rötlich braun, an der Spitze gelegentlich purpurfarben und sind 5 bis 7 Millimeter lang. Die linealisch-lanzettlichen, spitzen bis spitz zulaufenden, gelben Kronblätter sind vollständig drüsig-flaumhaarig. Der bis zu 4 Zentimeter lange Griffel ist kahl. Die gelblichen Nektarschüppchen sind rundlich-quadratisch.

## Systematik und Verbreitung
Die Erstbeschreibung von Sempervivum ciliosum erfolgte 1914 durch William Grant Craib in Bulletin of Miscellaneous Information. Royal Gardens, Kew, S. 379.
Sempervivum ciliosum ist im Süden des Balkans verbreitet.
Je nach Autor gibt es etwa drei Unterarten (oder Varietäten), oder die beschriebenen Subtaxa gelten als eigenständige Arten:
- Sempervivum ciliosum Craib subsp. ciliosum (Syn.: Sempervivum borisii Degen & Urum., Sempervivum jakucsii Pénzes): Sie kommt in Albanien, Bulgarien, im ehemaligen Jugoslawien sowie Griechenland vor.[2]
- Sempervivum ciliosum subsp. micevskii Niederle: Dieser Name ersetzt seit 2014 den Namen Sempervivum klepa Micevski[2]. Dieser Endemit kommt nur in Nordmazedonien vor.
- Sempervivum ciliosum subsp. octopodes (Turrill) Zonn. (Syn.: Sempervivum octopodes Turrill[2]): Dieser Endemit kommt vielleicht nur im westlichen Nordmazedonien (nahe Debar) vor.[3] Die Chromosomenzahl beträgt 2n = 34.[4]

## Nachweise